# Marian Kiliński
Marian Kiliński (ur. 2 lipca 1904 w Krakowie, zm. 19 kwietnia 1995 tamże) – polski piłkarz, bramkarz.

## Życiorys
Był synem Jana. Miał 3 braci związanych z Wisłą Kraków. Zdzisław (ur. 1892), był działaczem Wisły, Adam (1896–1973) oraz Szczęsny (1898–1975) byli piłkarzami. Marian przez wiele lat występował w barwach Wisły Kraków. W reprezentacji Polski wystąpił tylko raz, w rozegranym 31 sierpnia 1924 spotkaniu z Węgrami, które Polska przegrała 0:4 (Kiliński zagrał ostatnie pół godziny, zachowując czyste konto).
Pochowany na cmentarzu Rakowickim w Krakowie (kwatera 19-płd-między grobami Kowalskiego i A).